# Choi Mi-sun
Choi Mi-sun (1 de julho de 1996) é um arqueira profissional sul-coreana, campeã olímpica.

## Carreira

### Rio 2016
Choi Mi-sun fez parte da equipe sul-coreana feminina nas Olimpíadas de 2016 que conquistou a medalha de ouro no Tiro com arco nos Jogos Olímpicos de Verão de 2016 - Equipes femininas, ao lado de Ki Bo-bae e Chang Hye-jin.